# Circuit Franco-Belge 2000
Il Circuit Franco-Belge 2000, sessantaduesima edizione della corsa, si svolse dal 29 settembre al 1º ottobre 2000 su un percorso di 527 km ripartiti in 4 tappe, con partenza da Aubechies e arrivo a Tournai. Fu vinto dall'italiano Daniele Nardello della Mapei-Quick Step davanti al belga Thierry Marichal e al francese Sylvain Chavanel.

## Tappe
| Tappa  | Data         | Percorso                                  | km    | Vincitore di tappa | Leader cl. generale |
| ------ | ------------ | ----------------------------------------- | ----- | ------------------ | ------------------- |
| 1ª     | 29 settembre | Aubechies > Mont-de-l'Enclus              | 187   | Sylvain Chavanel   | Sylvain Chavanel    |
| 2ª     | 30 settembre | La Gorgue > La Gorgue (cron. individuale) | 14,3  | Levi Leipheimer    | Sylvain Chavanel    |
| 3ª     | 30 settembre | Marquette-lez-Lille > Jurbise             | 128,7 | Jay Sweet          | Sylvain Chavanel    |
| 4ª     | 1º ottobre   | Leuze-en-Hainaut > Tournai                | 196,6 | Thierry Marichal   | Daniele Nardello    |
| Totale | Totale       | Totale                                    | 527   |                    |                     |

## Dettagli delle tappe

### 1ª tappa
- 29 settembre: Aubechies > Mont-de-l'Enclus – 187 km

| Pos. | Corridore        | Squadra       | Tempo    |
| ---- | ---------------- | ------------- | -------- |
| 1    | Sylvain Chavanel | Bonjour       | 4h43'00" |
| 2    | Scott Sunderland | Palmans-Ideal | a 18"    |
| 3    | Michel Vanhaecke | Tonissteiner  | a 21"    |

| Pos. | Corridore        | Squadra | Tempo |
| ---- | ---------------- | ------- | ----- |
| 1    | Sylvain Chavanel | Bonjour |       |

### 2ª tappa
- 30 settembre: La Gorgue > La Gorgue (cron. individuale) – 14,3 km

| Pos. | Corridore        | Squadra      | Tempo  |
| ---- | ---------------- | ------------ | ------ |
| 1    | Levi Leipheimer  | US Postal    | 17'08" |
| 2    | Daniele Nardello | Mapei        | a 1"   |
| 3    | Michael Rich     | Gerolsteiner | a 2"   |

| Pos. | Corridore        | Squadra | Tempo |
| ---- | ---------------- | ------- | ----- |
| 1    | Sylvain Chavanel | Bonjour |       |

### 3ª tappa
- 30 settembre: Marquette-lez-Lille > Jurbise – 128,7 km

| Pos. | Corridore       | Squadra            | Tempo    |
| ---- | --------------- | ------------------ | -------- |
| 1    | Jay Sweet       | Big Mat            | 2h56'36" |
| 2    | Jo Planckaert   | Cofidis            | s.t.     |
| 3    | Ludovic Capelle | Ville de Charleroi | s.t.     |

| Pos. | Corridore        | Squadra       | Tempo    |
| ---- | ---------------- | ------------- | -------- |
| 1    | Sylvain Chavanel | Bonjour       | 7h56'43" |
| 2    | Dave Bruylandts  | Palmans-Ideal | a 1'17"  |
| 3    | Scott Sunderland | Palmans-Ideal | a 1'22"  |

### 4ª tappa
- 1º ottobre: Leuze-en-Hainaut > Tournai – 196,6 km

| Pos. | Corridore         | Squadra      | Tempo    |
| ---- | ----------------- | ------------ | -------- |
| 1    | Thierry Marichal  | Lotto-Adecco | 4h14'47" |
| 2    | Daniele Nardello  | Mapei        | s.t.     |
| 3    | Remco van der Ven | Farm Frites  | a 4'31"  |

| Pos. | Corridore        | Squadra      | Tempo     |
| ---- | ---------------- | ------------ | --------- |
| 1    | Daniele Nardello | Mapei        | 12h12'48" |
| 2    | Thierry Marichal | Lotto-Adecco | a 37"     |
| 3    | Sylvain Chavanel | Bonjour      | a 3'23"   |

## Classifiche finali

### Classifica generale
| Pos. | Corridore         | Squadra                      | Tempo     |
| ---- | ----------------- | ---------------------------- | --------- |
| 1    | Daniele Nardello  | Mapei-Quick Step             | 12h12'48" |
| 2    | Thierry Marichal  | Lotto-Adecco                 | a 37"     |
| 3    | Sylvain Chavanel  | Bonjour-Toupargel            | a 3'23"   |
| 4    | Dave Bruylandts   | Palmans-Ideal                | a 4'30"   |
| 5    | Scott Sunderland  | Palmans-Ideal                | a 4'35"   |
| 6    | Michel Vanhaecke  | Tonissteiner-Landbouwkrediet | a 4'39"   |
| 7    | Michael Rich      | Gerolsteiner                 | a 4'32"   |
| 8    | Levi Leipheimer   | US Postal Service            | a 4'42"   |
| 9    | László Bodrogi    | Mapei-Quick Step             | a 4'44"   |
| 10   | Fabian Cancellara |                              | a 4'49"   |